# Yūsuke Yamamoto (giocatore di football americano)
Yūsuke Yamamoto (山本祐介?, Yamamoto Yūsuke; ...) è un ex giocatore di football americano giapponese che ha giocato come guardia.